# Rezervația Naturală Strictă Pskhu-Gumista
Rezervația Naturală Strictă Pskhu-Gumista (în georgiană ფსხუ-გუმისთის სახელმწიფო ნაკრძალი) este o arie protejată în districtul Suhumi din Abhazia, Georgia. Scopul principal al rezervației este protejarea florei și faunei zonei, inclusiv a regiunii muntoase înconjurătoare.

## Istorie
Controlul asupra acestei zone s-a schimbat frecvent în timpul secolului al XX-lea. Federația Rusă a înființat „Rezervația Pskhu-Gumista” în 1941. În 1978, dimensiunea teritoriului protejat a fost semnificativ mărită pentru a include zona din defileul râului Bzyb și defileul râului Pskhu. După ce Georgia și-a restabilit independența în 1991, a fost creată Rezervația Naturală Strictă Pskhu-Gumista. Odată cu izbucnirea conflictului abkhaz-georgian și a războiului ulterior, controlul de facto este în prezent menținut de guvernul Abhaziei.

## Geografie
Rezervația Naturală Strictă Pskhu-Gumista se află în zona muntoasă a Abhaziei, pe versantul sudic al lanțului Caucazului Mare. Această rezervație este formată din Rezervația Naturală Gumista de 13.400 de hectare în defileul râului Gumista și Rezervația Naturală Pskhu de 27.334 de hectare în defileul râului Pskhu și defileul râului Bzyb.

## Climă
Proximitatea față de Marea Neagră și scutul Munților Caucaz creează un climat foarte blând, cu precipitații abundente, deși umiditatea scade mai mult spre interior. La altitudini mai mari, clima variază de la montană maritimă la rece, fără un sezon estival distinct. Regiunea primește întotdeauna o cantitate semnificativă de zăpadă iarna.

## Floră
Zona protejată a pădurilor de foioase euxino-colhice are multe exemplare endemice.

## Faună
Mamiferele din zonă includ cerbul roșu caucazian (Cervus elaphus maral), capra caucaziană de vest (Capra caucasica), capra neagră (Rupicapra), căprioara (Capreolus), mistrețul, pisica sălbatică caucaziană (Felis silvestris caucasica), jderul de piatră și iepurele de vizuină.